# عنکبوت‌کش رگه‌دار
عنکبوت‌کش رگه‌دار (نام علمی: Arachnothera magna) یک گونه از پرندگان خانواده شهدخواران است.

## پراکندگی و زیستگاه
در بنگلادش، بوتان، کامبوج، چین، هند، لائوس، مالزی، میانمار، نپال، تایلند و ویتنام یافت می‌شود. در هند، در ایالات شرقی هند یافت می‌شود. زیستگاه‌های طبیعی آن جنگل‌های دشت نمناک نیمه‌گرمسیری یا گرمسیری و جنگلهای کوهستانی است.